# Владимир Палаузов
Владимир Николаевич Палаузов е руски юрист от български произход.
Владимир Палаузов е роден през 1851 г. в заможно семейство, живеещо в Одеса и произлизащо от Габрово. Първи братовчед на баща му е историкът Спиридон Палаузов.
Завършва Ришельовския лицей през 1868 г. и право в Новоруския университет през 1872 г. През 1878 г. защитава дисертация по наказателно право.
След Освобождението на България заема различни длъжности във Временното руско управление в страната, след което се завръща в Одеса.
От 1880 г. е преподавател по наказателно право в Новоруския университет. От 1884 г. е редовен член на Българското книжовно дружество.